# Etheostoma podostemone
Etheostoma podostemone är en fiskart som beskrevs av Jordan och Jenkins, 1889. Etheostoma podostemone ingår i släktet Etheostoma och familjen abborrfiskar. Inga underarter finns listade i Catalogue of Life.